# Dascalina contorta
Dascalina contorta är en insektsart som beskrevs av Melichar 1902. Dascalina contorta ingår i släktet Dascalina och familjen Flatidae. Inga underarter finns listade i Catalogue of Life.